# アイ・ハヴ・ア・ドリーム (ABBAの曲)
「アイ・ハヴ・ア・ドリーム」（I Have A Dream）は、スウェーデンの音楽グループ、ABBAの楽曲である。1979年12月にシングル盤としてリリースされ、1970年代最後のシングル曲となった（ただし日本やアメリカ合衆国では、シングルカットされていない）。

## オリジナル・ヴァージョン
アルバム『ヴーレ・ヴー』（1979年）からのシングル・カット。終盤に於ける児童合唱が特徴である。
全英シングルチャートではピンク・フロイド「アナザー・ブリック・イン・ザ・ウォール」に負けて2位が最高だった。しかしオーストリア、ベルギー、スイス、オランダではチャート1位を獲得した。スペイン語バージョンも"Estoy Soñando"（英語で言えば
" I'm dreaming "
, 日本語なら「私は夢見る」の意）というタイトルでリリースされ、メキシコで3位、アルゼンチンで4位、スペインで9位を獲得した。
アルバム『ヴーレ・ヴー』のデラックス・エディション盤（2010年発売）に付属されたDVDには、本作のミュージック・ビデオが収録された。劇団四季ミュージカル『マンマ・ミーア!』では、「夢があるから」という邦題がつけられている。

## カバー

### ウエストライフ
20年後の1999年にアイルランドの男性グループ、ウエストライフがカバーし、UKチャート1位をマークした（日本やアメリカ合衆国では、シングル・カット自体されていない）。また、この2年後の2001年には、インドネシアの子役兼少女歌手のシェリナ・ムナフ（Sherina Munaf, 1990年 - ）をメインヴォーカルにフィーチャーしたウエストライフによるカヴァー・ヴァージョンがリリースされ、それも英国などでヒットした。

### その他
- ナナ・ムスクーリ - アルバム『Quand on revient』（1983年）に、歌詞をフランス語に改作したカバー"Chanter La Vie"収録（歌詞の内容が原詞とは大幅に違うため「訳詞」とは言えない）。後に英語詞でもカバーした。また彼女は、ドイツ語でもこの曲をカバーしている（1983年のアルバム“Farben”にて。訳詞者は K. Däumer なる人物である）。
- 篠原恵美 - 1998年にメルダックより発表された、5人の女性声優（篠原の他には井上喜久子、かないみか、川村万梨阿、日髙のり子の4名）によるオリビア・ニュートン＝ジョンと ABBA のカヴァーアルバム『ダンシング・クイーン』にてカヴァー。このアルバムに於いては、奇数番トラックが ABBA の曲、偶数番トラックがオリビア・ニュートン＝ジョンの曲という構成になっていた。篠原による「アイ・ハヴ・ア・ドリーム」は7曲目である。
- コニー・タルボット - アルバム『オーヴァー・ザ・レインボー』（2007年）に収録。